# Ctenus nigromaculatus
Ctenus nigromaculatus là một loài nhện trong họ Ctenidae.
Loài này thuộc chi Ctenus. Ctenus nigromaculatus được Tord Tamerlan Teodor Thorell miêu tả năm 1899.